# Helmuth Søbirk
Helmuth Arne Torkild Emin "Smut" Søbirk (8. september 1916 i Valby, København-19. august 1992 i Birkerød) var en dansk fodboldspiller som spillede i Frem og B.93. 
Søbirk startede som 8-årig i Frem hvor han spillede til han var 14 år derefter skiftede han til B.93, hvor han spillede til han var 17 år, derefter gik han tilbage til Frem hvor han debuterede på 1.holdet som 19-årig 25. august 1935 ude mod B.93 efter to sæsoner, 36 kampe og 25 mål skiftede han igen til B.93 sommeren 1937. Hele efteråret måtte han på grund af karantænereglerne kun spille på B.93's 2. hold. Alligevel blev han udtaget til efterårets tre landskampe. Søbirk blev således den første 2. holdsspiller (Københavnsserien) på A-landsholdet. I perioden 1937-1939 spillede han 44 kampe og scorede 31 mål for B.93. I efteråret 1939 var han tilbage i Frem hvor han blev til sin sidste kamp 31. oktober 1948 hjemme mod hans gamle klub B.93. Under hans sidste periode i Frem blev det til 100 kampe og 32 mål.
Søbirk vandt DM med Frem i 1936, 1941 og 1944 og med B.93 i 1939. Han vandt KBU's pokalturnering med Frem 1940, hvor han var med til at vinde med 4-3 over han gamle klub B.93 og selv scorede et mål. 1944 blev det til endnu en pokalsejer og igen over B.93, denne gang med en 3-2 sejr. Han vandt endvidere KBU's pokalturnering 1939 med B.93 efter en 2-1 sejr over Frem og tabte finalen med Frem i 1944 mod AB 1-3.
Søbirk spillede 30 A-landskampe og scorrede 10 mål i perioden 1935-1945. Han spillede i 19 kampe som højre wing, 8 som centerforward og 3 som venstre wing. På grund af 2. verdenskrig spillede han 10 landskampe mod Sverige, som var et af de få lande kunde spille mod under denne tid.
Søbirk var radioforhandler og senere portør. Han var fætter til landsholdsmålmanden Ove Jensen .